# Mehmed Namık Pascha

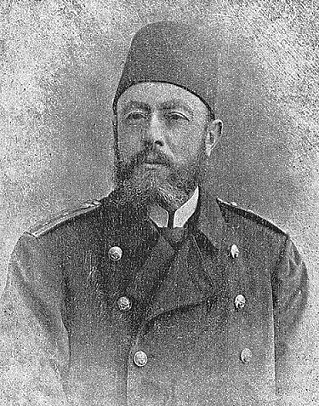
Mehmed Emin Namık Pascha

Mehmed Emin Namık Pascha (* 1804 in Konstantinopel, heute Istanbul; † 14. September 1892 ebenda) war ein osmanischer Staatsmann und Militärreformer, der zu den Gründungsvätern der modernen osmanischen Armee gehörte. Er diente unter fünf Sultanen und war für vier davon als Berater tätig. Er gründete die osmanische Militärakademie Mekteb-i Harbiye, war zweimal Wālī des Eyâlet Bagdad, Serasker (Generalfeldmarschall), erster Botschafter der Hohen Pforte am britischen Königshof und diente als Kriegsminister, Kabinettsminister und Leiter der kaiserlichen Minister.

## Leben
Mehmed Namık war der Sohn des Lehrmeisters am osmanischen Hof Halil Ramis Agha. Sein Urgroßvater Ümmeti Konevî war aus Konya nach Konstantinopel gekommen. Bis zu seinem 16. Lebensjahr wurde Mehmed Namık von seinem Vater privat unterrichtet. Im Jahr 1816 wurde er şakird (Volontär) im Sekretariat  des Divanı Hümayun (Kaiserliches Kabinett), wo er sein Wissen in Kursen zu Arabisch, Persisch, Grammatik, Rhetorik, Französisch und Englisch und religiösen Studien erweiterte.:127 Während der Amtszeit von Sultan Mahmud II. schickte man ihn zur Ausbildung an die École Militaire in Paris.

### Karriere als Diplomat
Nach seiner Rückkehr war er als Mitglied des Sekretariats des Divanı Hümayu zweiter Übersetzer einer osmanischen Delegation, die 1826 das Akkerman-Abkommen mit dem Russischen Reich unterzeichnete. 1826 wurde auch die Janitscharen-Korps aufgelöst und Mehmed Namık wurde damit beauftragt, französische Texte zu militärischen Regeln zu übersetzen, die bei der Restrukturierung der Armee helfen sollten. Für seine Verdienste belohnte ihn der Sultan 1827 mit dem Titel Alayemin. Im folgenden Jahr wurde Mehmed Namık Bey zum Binbaşı (Oberstleutnant) befördert und als Militärattaché nach St. Petersburg gesandt, wo er die Organisation der russischen Armee studieren sollte. Ein Jahr später kehrte er zurück, wurde in den Rang eines Kaymakam (Oberst) befördert und diente in einem Regiment. 1832 wurde er in den Rang eines Miralay (Brigadier) befördert.
Namık Pascha wurde im selben Jahr als bevollmächtigter Botschafter nach London geschickt, um Marineunterstützung zu erbitten gegen den aufständischen Khediven Mohammed Ali, den Frankreich unterstützte. König William IV. empfing ihn, lehnte aber jede Hilfe ab. Namık Pascha erreichte aber Waffenlieferungen und durfte 14 Auszubildende der osmanischen Armee an die Militärschulen im Vereinigten Königreich schicken. Außerdem besuchte er Militärschulen, Fabriken und Werften. Von seiner Reise brachte er technische Neuerungen mit, wie etwa eine verbesserte Lampe für Leuchttürme.
Zurück in Istanbul wurde Namık Pascha wieder als Offizier aktiv. Der Sultan beauftragte ihn und den Müşir Ahmed Fevzi Pascha mit der Gründung einer Militärakademie für angehende Offiziere. 1834 wurde die Mekteb-i Harbiye gegründet, die bis heute als Kara Harp Okulu (Heeresschule) fortbesteht.
Namık Pascha hatte bei seinem Besuch in London die Notwendigkeit erkannt, ständige Gesandte in europäische Hauptstädte wie Paris oder London zu schicken, und regte dies beim Sultan an. Namık Pascha selbst wurde 1834 Botschafter der Hohen Pforte in London und blieb bis 1836.

### Befehlshaber der Marine und der arabischen Armee
Bei seiner Rückkehr in die osmanische Hauptstadt diente er erneut als General, wurde aber bald zum Ferik (etwa Generalleutnant) befördert. Man sandte ihn nach Trablus (heute Tripolis), um an der Seite von Tahir Pascha gegen aufständische Truppen zu kämpfen. Nach 15 Monaten war der Aufstand niedergeschlagen (1837/38). Der militärische Erfolg wurde Namık Pascha zugeschrieben.
1843 stieg Namık Pascha zum Wesir auf und wurde im Rang eines Müşirs (Marschall) fünf Jahre lang Befehlshaber der arabischen Armee.

### Wālī in Bagdad, Aufstieg zum Serasker und Minister
Im Jahr 1851 wurde er Marschall der Truppen des Irak und des Hedschas sowie Wālī der Provinz Bagdad. Nur ein Jahr später rief man ihn zurück, weil seine Härte Missfallen erregt hatte.
1852 verlieh man ihm den Mecidiye-Orden II. Klasse. Namık Pascha war kurz Marschall von Tophane und wurde 1854 Handelsminister im Kabinett. Der heraufziehende Krimkrieg sorgte beim Sultan für Geldnot und es war im Winter 1853/54 am Handelsminister, in Europa bei Banken um Kredite zu ersuchen. Seine Reise nutzte er auch für diplomatische Gespräche und er wurde von Napoleon III. empfangen. Doch er musste unverrichteter Dinge nach Konstantinopel zurückkehren.
1856 wurde Namık Pascha Vizekönig von Jeddah, 1860  machte ihn der Sultan zum Vorsitzenden des Militärrates und später zum Serasker (Oberbefehlshaber). Im Jahr 1860 wurde Namık Pascha vom Sultan als besonderer Gesandter nach Syrien geschickt. Doch Frankreich und England legten Protest gegen die Bestellung ein und das Osmanische Reich schickte stattdessen Fuad Pascha.
Im Jahr 1861 bestieg Abdülaziz den Thron. Mehmed Namık Pascha wurde erneut Vizekönig der Provinz Bagdad, zu der inzwischen auch die Provinzen Basra und Mosul gehörten – und damit nahezu das gesamte Staatsgebiet des heutigen Irak. Namık Pascha hatte Erfolg bei der Niederschlagung einiger Aufstände und dem Aufbau einer Infrastruktur. Die Schiffswerft in Basra erhielt Aufträge vor allem durch den aufstrebenden Schiffsverkehr auf Euphrat und Tigris, außerdem wurden Brücken gebaut und das Land durch Bewässerung urbar gemacht. Er ließ Regierungsgebäude errichten, Kasernen, Schulen und Straßen. Außerdem sorgte er dafür, dass die Zolleinnahmen in der Staatskasse landeten, kurbelte den Handel an, stoppte den Missbrauch von Grundstückseigentumsurkunden und konnte die Steuereinnahmen erhöhen. 1867 kehrte er nach Konstantinopel zurück. Für seine Erfolge in Bagdad erhielt er vom Sultan den Osmanje-Orden 1. Klasse und wurde auch von dem Schah des Iran ausgezeichnet.
Aus eigenen Mitteln finanzierte Namık Pascha den Bau des Kriegsministeriums, das heute Hauptgebäude der Istanbul Üniversitesi ist.

### Minister der Seestreitkräfte
Im Jahr 1872 berief ihn Sultan Abdülhamid II. zum Minister der Seestreitkräfte und 1877 in den Senat des osmanischen Reiches (Meclis-i Âyân). So gehörte er zu einer Delegation, die den Waffenstillstand von Edirne im Russisch-Osmanischen Krieg 1877/78 unterzeichnete. 1877 wurde er Mitglied des osmanischen Parlaments.
In dieser Zeit erhielt viele weitere Titel, darunter auch der yaver-i ekrem (Aide-de-camp des Sultans). In dieser Eigenschaft überbrachte Mehmed Namık Pascha auch eine diplomatische Note des Sultans an Alexander II. Von diesem erhielt der Pascha später den Alexander-Newski-Orden. 1883 wurde Namık Pascha als Şeyh-ül Vüzera Leiter des Ministerrates.
Die letzten Jahre seines Lebens verbrachte Namık Pascha im Ruhestand in einem Herrenhaus (Konak) im Istanbuler Stadtteil Kabataş. Hier lebte auch die französische Kaiserin Eugénie bei ihrem Besuch in Konstantinopel. Der „Namık Paşa Yokuşu“ (Namık-Pascha-Hügel) wurde hier nach ihm benannt. Außerdem erinnert die Namık Paşa Sokak (Namık-Pascha-Straße) an den Offizier und Diplomaten.

## Familie
Namık Pascha war mit vier Frauen verheiratet, aber von einer dieser Frauen geschieden. Von den anderen drei Frauen hatte er elf Kinder. Sein Sohn Hasan Riza Pascha war General der osmanischen Armee. Sein Urenkel Ahmet Sinaplı schrieb die Biografie Şeyhül Vüzera, Serasker Mehmet Namık Paşa.
Sein Grab befindet sich auf dem Friedhof Karacaahmet.